# Assassin's Creed: The Fall
Assassin's Creed: The Fall je americký komiks vydaný nakladatelstvím Wildstorm (v Americe). Děj je zasazený do světa Assassin's Creed a sleduje cestu ruského asasína Nikolaje Orelova během konce 80. let 19. století a později na počátku 20. století v Rusku a poblíž době Tunguské události, jejíž genetické vzpomínky jsou zažívány jeho potomkem Danielem Crossem v roce 1998.
Napsal a vytvořil Cameron Stewart a Karl Kerschl, nová komiksová knižní série byla zpočátku rozšíření putování Ezia Auditore da Firenze, ale komiks se přestěhoval do zcela nového prostředí, aby poskytl větší volnost spisovatelům. Nicméně, příběh stále sleduje spor mezi templáři a asasíny, s nímiž je také Narodnaja Volja.
Příběh byl dokončen v komiksovém románu Assassin's Creed: The Chain vydaným UbiWorkshopem. Oba tyto komiksy byly vydány dohromady ve svazku Assassin's Creed: Subject Four.